# Wahlen zum Repräsentantenhaus der Vereinigten Staaten 1834
Die Wahlen zum Repräsentantenhaus der Vereinigten Staaten 1834 fanden ab dem 7. Juli 1834 statt. Dabei wurden in den Vereinigten Staaten an verschiedenen Wahltagen die Abgeordneten des Repräsentantenhauses gewählt. Die Wahlen waren Teil der allgemeinen Wahlen zum 24. Kongress der Vereinigten Staaten in jenem Jahr, bei denen auch ein Drittel der US-Senatoren gewählt wurden. Da die Wahlen etwa in der Mitte der zweiten Amtszeit von Präsident Andrew Jackson stattfanden (Midterm Election), gelten sie auch als Votum über die bisherige Politik des Präsidenten.
Zum Zeitpunkt der Wahlen bestanden die Vereinigten Staaten aus 24 Bundesstaaten. Die Zahl der zu wählenden Abgeordneten betrug 242. Die Sitzverteilung im Repräsentantenhaus basierte auf der Volkszählung von 1830.
Bei den Wahlen konnte die Demokratische Partei ihre absolute Mehrheit behaupten. An der Zahl ihrer Abgeordneten (143) änderte sich nichts. Dagegen konnten die Nationalrepublikaner, bzw. die daraus hervorgehende Whig Party 12 Mandate hinzugewinnen. Die Anti-Masonic Party verlor neun Mandate. Auch die Anhänger der Nullifikation mussten ein Mandat abgeben und kamen nur noch auf acht Sitze. Präsident Jacksons Popularität war zwar weitgehend ungebrochen. Neben dem Süden, und hier vor allem in South Carolina, gab es aber auch Regionen, in denen man mehrheitlich nicht mit Jacksons Politik und damit auch seiner Demokratischen Partei übereinstimmte. Daher erklärt sich der Stimmenzuwachs der Whigs, die nicht nur aus ehemaligen Nationalrepublikanern bestanden. Es gab auch Mitglieder der Demokraten, die mit dem Kurs der Partei und von Präsident Jackson nicht einverstanden waren und sich der Whig Party anschlossen. Eines der Hauptwahlkampfthemen im Jahr 1834 war Jacksons Plan der Zerschlagung der Bundesbank.
Frauen und Sklaven waren weder wahlberechtigt noch wählbar. In vielen Bundesstaaten waren auch freie Afroamerikaner von der Wahl ausgeschlossen.

## Wahlergebnis
- Demokratische Partei (Jacksonians) 143 (143) Sitze
- National Republican Party (United States Whig Party): 75 (63) Sitze
- Anti-Masonic Party: 16 (25) Sitze
- Nullifiers (8) (9) Sitze

Gesamt: 242
In Klammern sind die Ergebnisse der letzten Wahl zwei Jahre zuvor. Veränderungen im Verlauf der Legislaturperiode, die nicht die Wahlen an sich betreffen, sind bei diesen Zahlen nicht berücksichtigt, werden aber im Artikel über den 24. Kongress im Abschnitt über die Mitglieder des Repräsentantenhauses bei den entsprechenden Namen der Abgeordneten vermerkt. Das Gleiche gilt für Wahlen in Staaten, die erst nach dem Beginn der Legislaturperiode der Union beitraten. Daher kommt es in den Quellen gelegentlich zu unterschiedlichen Angaben, da manchmal Veränderungen während der Legislaturperiode in die Zahlen eingearbeitet wurden und manchmal nicht.